# Кнюх Олександр Тимофійович
Олександр Тимофійович Кнюх (нар. 8 травня 1911, Слов'янськ — пом. 27 грудня 1990, Київ) — український радянський графік і мистецтвознавець; член Спілки художників України з 1960 року.

## Біографія
Народився 8 травня 1911 року у місті Слов'янську (тепер Донецька область, Україна). 1935 року закінчив Київський художній інститут.
Брав участь у німецько-радянській війні. Член ВКП(б) з 1942 року. Нагороджений орденами Червоної Зірки (14 квітня 1945), Вітчизняної війни II-го ступеня, медалями «За оборону Сталінграда» (22 грудня 1942), «За перемогу над Німеччиною» (9 травня 1945).
З лютого 1951 року — заступник голови Комітету в справах мистецтв при РМ УРСР і начальник Управління образотворчого мистецтва Комітету в справах мистецтв при РМ УРСР.
Жив у Києві в будинку на вулиці Орджінікідзе № 3, квартира 31. Помер у Києві 27 грудня 1990 року.

## Творчість
Працював в галузі станкової графіки, мистецтвознавства та художньої критики. Створював переважно портрети у реалістичному стилі. Серед робіт:
- «Портрет Маршала Радянського Союзу Костянтина Рокоссовського» (1944, літографія);
- «Пороніно. Дім, в якому жив Володимир Ленін у 1913—1914 рр.» (1956, кольорова ліногравюра);
- «Іван Франко» (1956);
- «Арсенал» (1958);
- «Будинок декабристів» (1958);
- «Тарас Шевченко» (1961, кольорова ліногравюра);
- «Фелікс Дзержинський» (1963, кольорова ліногравюра);
- «Яків Свердлов» (1970, ліногравюра).

Брав участь у всеукраїнських виставках з 1952 року, зарубіжних з 1956 року. 
Автор книжок:
- «Володимир Ленін в радянському образотворчому мистецтві» (1960);
- «Ленін у творчості зарубіжних художників» (1972).